# Sint-Pieters-Voeren
Sint-Pieters-Voeren ist eine Ortschaft in der belgischen Gemeinde Voeren in der Provinz Limburg und das kleinste
Voerdorf.

## Sehenswert

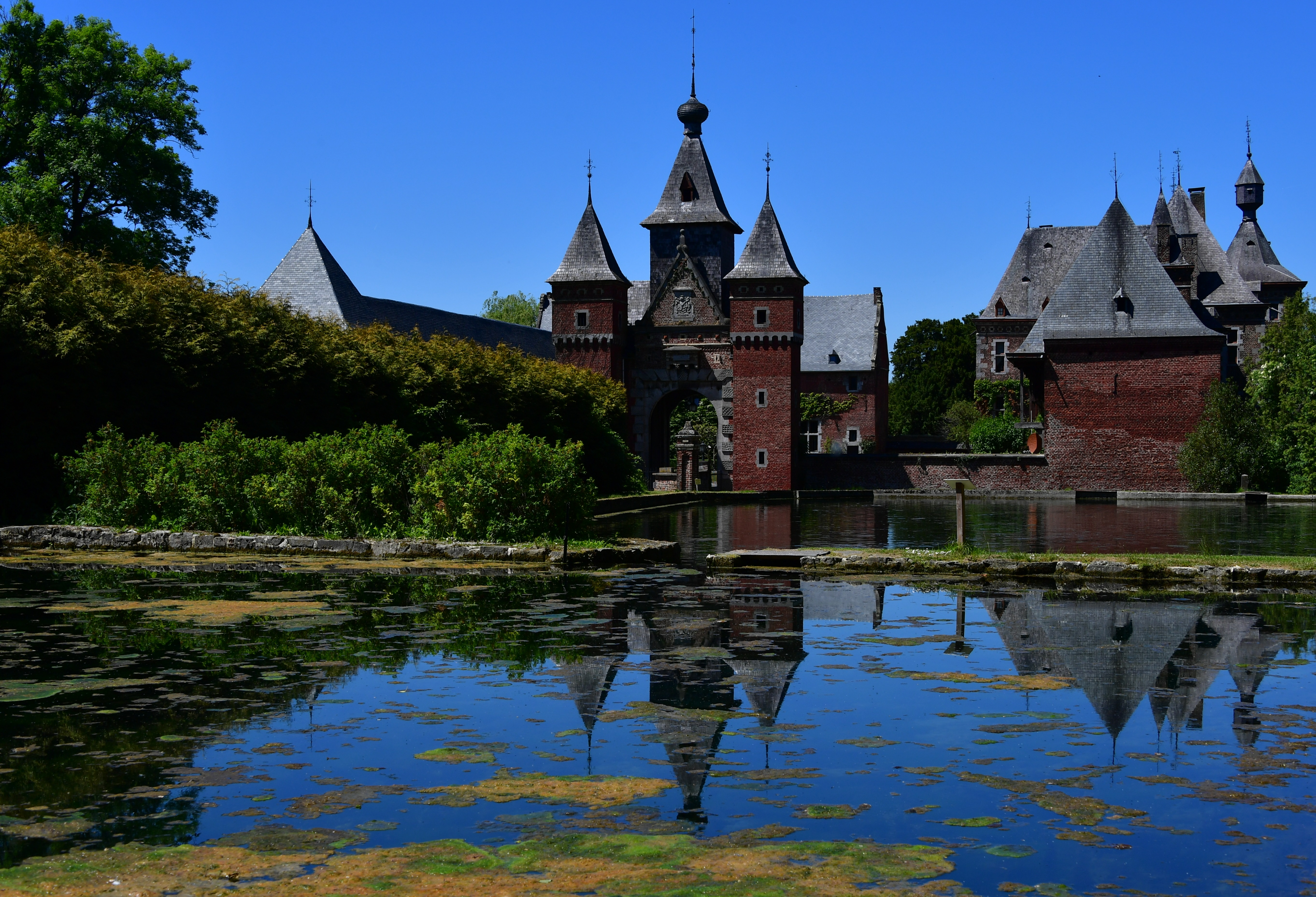
Schloss der Commanderie

Der Ort ist wegen seiner Kommende bekannt. 
Daniel de Fouron schenkte das Schloss und das umliegende Land dem Ordens-Kommandeur von Schloss Alden Biesen, als er am 25. Juni 1242 dem Deutschritterorden beitrat.
Ab diesem Zeitpunkt war Sint-Pieters-Voeren ein direktes Lehen des Kaiserreiches. Der Großmeister übte die Gerichtsbarkeit aus. Er ernannte Bürgermeister, Schöffen, Justizbeamte, Gerichtsvollzieher und erließ Polizeiverordnungen und das Gemeinderecht.
Bis zur Französischen Revolution gehörte das Schloss dem Ritterorden. Zu Beginn des 17. Jahrhunderts wurde das heutige Gebäude im Stil der Maasländischen Renaissance erbaut.
Im Park des Schlosses befindet sich die Quelle der Voer, die die Teiche der ältesten Fischzucht Belgiens und die Voer mit Wasser (ca. 4.000 Liter/Minute) speist. In den Teichen werden Forellen und Störe, wie vor mehr als einem Jahrhundert, handwerklich aufgezüchtet. Direkt am Schlossteich kann man Erzeugnisse der Fischzucht direkt am Schlossteich genießen und kaufen.
Gegenüber der Kommende liegt die Kirche von Sint-Pieters-Voeren. Die kleine Dorfkirche Sint-Pieters-Stoelkerk wurde um 1660 im Auftrag von Kommandeur Willem Quaedt van Beek gebaut. Sein Grabstein liegt direkt am Eingang des ummauerten Friedhofs, der die Kirche umgibt.
Außerhalb des Dorfes, in Richtung Sint-Martens-Voeren, steht die um 1730 erbaute und denkmalgeschützte Sint-Annakapel (St.-Anna-Kapelle). 

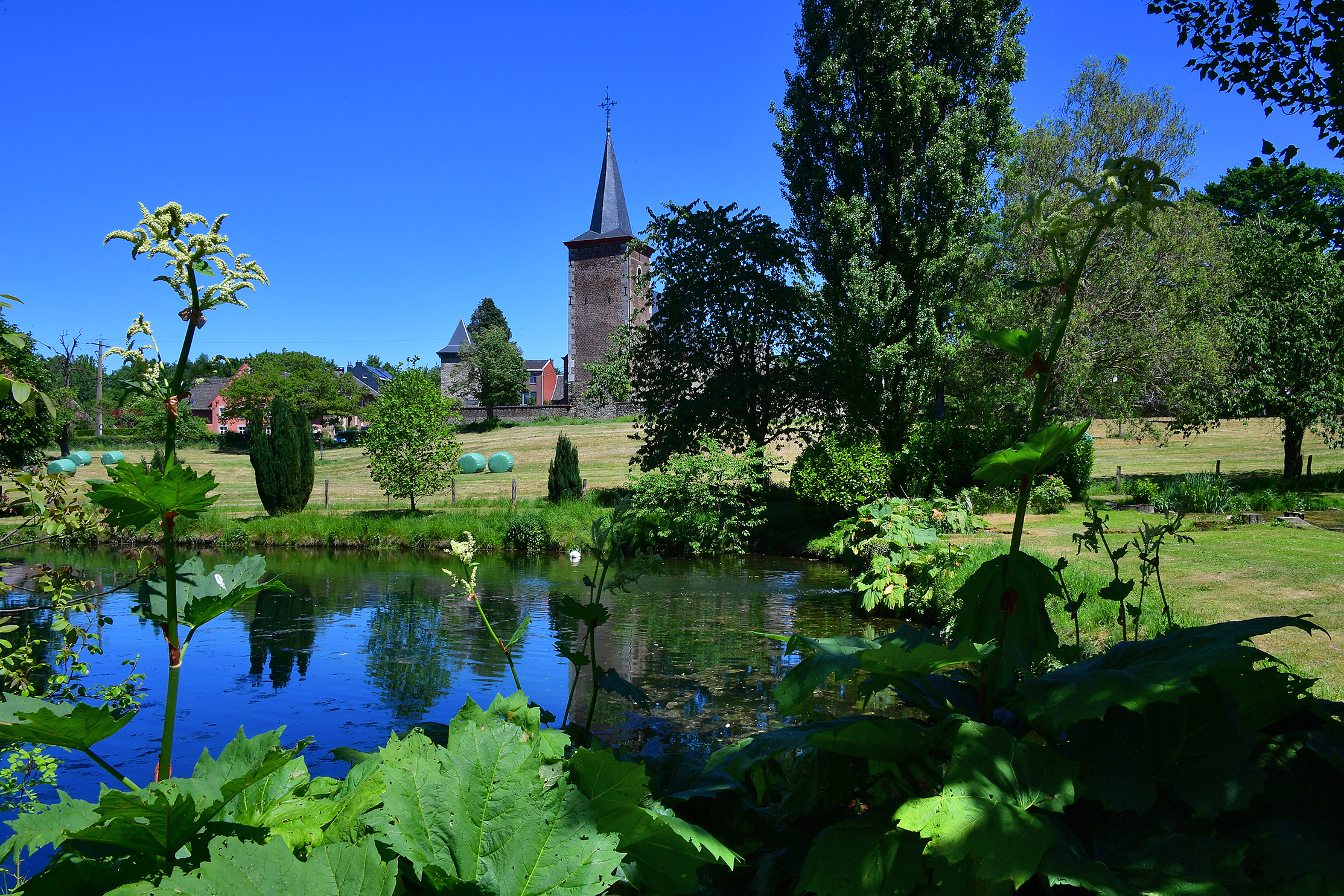
Sint-Pieters-Stoelkerk